# Горный кенгуру
Горный (исполинский) кенгуру, или обыкновенный валлару (лат. Osphranter robustus, или Macropus robustus), — вид двурезцовых сумчатых семейства кенгуровых.

## Описание
Длина тела животного составляет от 134 до 220 см, длина туловища — от 75 до 140 см, длина хвоста — от 60 до 90 см. Вес — до 36 кг. Самцы значительно крупнее самок. Густая, грубая шерсть темнее шерсти большинства видов кенгуру. Окрас верхней части тела тёмно-серый, почти чёрный. нижняя часть тела светлее, ноги и хвост часто тёмно-коричневые. Как и у большинства кенгуру телосложение характеризуется сильными задними ногами, мускулистым хвостом и короткими передними лапами.

## Распространение
Горные кенгуру обитают в сухой, гористой местности по всей Австралии, даже в суровой центральной части страны. Отсутствуют на Тасмании. Они могут выживать в регионах со скудной растительностью, и там, где выпадает менее 400 мм осадков в год, однако, предпочитают скалистую местность с наличием тенистых мест.

## Образ жизни
Образ жизни этих кенгуру приспособлен к жарким климатическим условиям их мест обитания. Они активны на рассвете или ночью, в течение дня они спят в тени пещер или в расщелинах скал. Иногда они сами выкапывают себе норы, в которых отдыхают стоя. Площадь участка составляет от 120 до 280 га. Как правило, они живут поодиночке, однако, при богатом ассортименте питания встречаются и несколько животных. Неясно, имеется ли у них территориальное поведение: большинство видов кенгуру не имеет такового, однако возможно, что горные кенгуру защищают от сородичей, по меньшей мере, своё спальное место.

## Питание
Горные кенгуру — это травоядные животные, больше других видов приспособленные к бедному питательными веществами корму. Густой кустарник (Spinifex) и травы относятся к рациону их питания. Бо́льшую часть своей потребности в воде они извлекают из корма, таким образом они могут обойтись без питья от 2-х до 3-х месяцев. Матери могут приносить детёнышам воду в собственном желудке. Их моча высококонцентрированная, таким образом минимизируется потеря жидкости.

## Размножение
У горных кенгуру нет определённого периода размножения, при благоприятных обстоятельствах они могут размножаться круглый год. В период засухи, напротив, самки не беременеют. Период беременности составляет примерно 32 дня. Как у многих других видов кенгуру у них замедленное рождение. Вскоре после рождения самка снова спаривается, однако новый эмбрион начинает подрастать только тогда, когда прежний отлучается или умирает.
Детёныш проводит свои первые 8—9 месяцев в сумке матери. Примерно в один год он отлучается, а в возрасте от 1,5 до 2 лет становится половозрелым. Продолжительность жизни животных может составлять до 20 лет.

## Подвиды
- † Osphranter robustus altus (Owen, 1874)
- Osphranter robustus erubescens (Sclater, 1870) (Евро)
- Osphranter robustus isabellinus (Gould, 1842)
- Osphranter robustus robustus (Gould, 1840) (Восточный валлару)
- Osphranter robustus woodwardi (Thomas, 1901)